# Encarsia insulana
Encarsia insulana is een vliesvleugelig insect uit de familie Aphelinidae. De wetenschappelijke naam is voor het eerst geldig gepubliceerd in 1989 door Hayat.